# Islámská ikonografie a symbolika

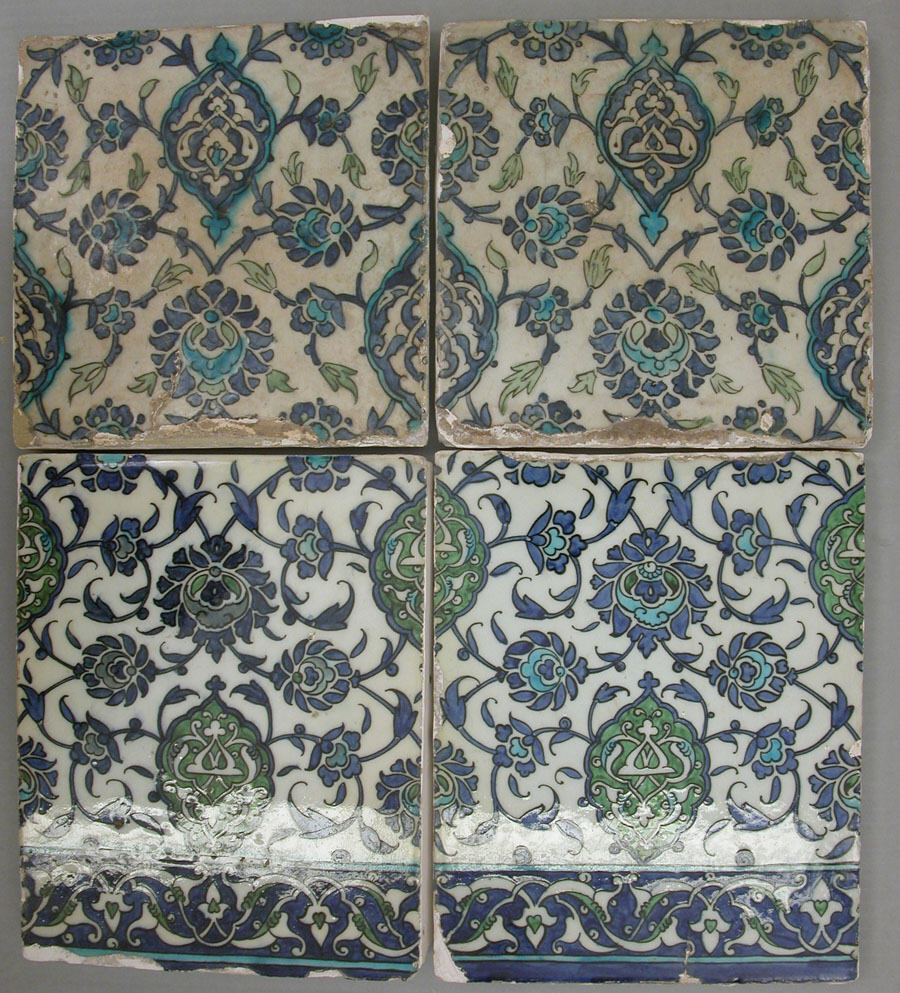
Florální ornament na kachlích

Náboženská ikonografie je stanovený systém náboženské umělecké tvorby. V tomto systému se uplatňuje práce se symboly, atributy, hierarchií a řečí barev. Každý z těchto prvků má na obraze svůj význam. V křesťanství se jedná například o madony a scény ukřižování Krista. V buddhismu jsou to například thangky zobrazující Buddhův život nebo sansáru, kde lze bezpečně poznat bódhisattvu od hladového ducha díky určitým atributům.
V islámu však tyto systematicky tvořené náboženské obrazy chybí (stejně tak neexistuje struktura funkcí, např. papežů, biskupů a kněží). Myšlenka ryzího monoteismu se tímto odráží jak v ikonografii, tak v organizaci Ummy. Islám má jednoduše řečeno zakázáno zobrazovat lidi a zvířata. Objevují se však i výjimky v rovině světského a užitého umění. V důsledku mohutné expanze islámu nebylo možné podchytit všechny původní výtvarné a kulturní vlivy, které panovaly na daném místě před jeho příchodem. Výjimku tvoří například perské a indické miniatury malované na papír malým štětcem, které zobrazují postavy v různých scénách. Nutno si povšimnout, že tyto postavy mají obličej mongoloidní nebo čínské rasy, nikoliv arabské. Důvodem ústupku je, že miniatury byly malovány na malé formáty a pro soukromé účely nebo jako ilustrace k náboženským textům. Nejednalo se tak o velké veřejné malby. Hlava proroka Muhammada však byla většinou zahalena závojem. Další výjimku tvoří období Fátimovského Egypta (969–1171 n. l.), ze kterého máme dochované důkazy o figurální tvorbě.
Zákaz vyobrazování zvířecích i lidských figur je odvozen z několika veršů v Koránu. Podle Koránu se jedná o připodobňování se Bohu aktem tvoření. Jeden z veršů hovoří o tom, že všichni umělci, kteří za života tvořili figury lidské nebo zvířecí, budou v soudný den vyzváni, aby je oživili. Protože nemohou v této výzvě obstát, skončí potrestáni peklem. Další z veršů popisuje navštívení Muhammada archandělem Gabrielem, který ho vyzývá, aby odstranil závěs, na němž je lidské vyobrazení a použil jej jako rohož, nebo aby jej rozstříhal. Dalším důvodem je, že to byl právě islám, jenž vymýtil v oblasti Kaaby při svém zrodu všechny původní polyteistické kulty, ke kterým se pojí uctívání sošek apod. Na základě této myšlenky ryzího monoteismu (tauhíd) se islám nepotřebuje opírat o jakýkoliv symbol nebo obraz, kromě samotného písma Koránu. Tyto zákazy byly odvozeny z veršů, které zřetelně naznačují, co je zakázané, ale pořád poskytují prostor pro výklad, aby zákaz nebyl absolutní. V islámu hovoříme o uměleckém řemesle, které nachází každodenní využití. Důraz je kladen na funkčnost a estetickou kvalitu výrobku. Islámské umění se tak limituje na dekorativní schémata využívající symboly, ornamenty a barvy, jež ovšem neslouží náboženskému účelu. Žádný ze symbolů spojovaný s islámem tak nemá náboženskou podstatu.
Za nejrozšířenější symbol islámu je považován půlměsíc s hvězdou. Jde o původní symbol předislámské arabské kultury, který přežil mnohá staletí. Figuroval též jako geopolitický symbol Osmanské říše. Evropské koloniální výpravy, které přišly s Osmanskou říší do styku, jen utvrdily západní vnímání, že se půlměsíc rovná muslimskému vyznání. Z pohledu samotného muslima je niternějším symbolem islámu spíše kaligrafický zápis vyznání víry (často na vlajkách) nebo slovo Alláh.
Dále dominuje ikonografii muslimského světa trávově zelená barva. Vyskytuje se především na vlajkách islámských zemí od severní Afriky až po státy bývalého Sovětského svazu, které na sobě nesou obvykle i půlměsíc a pěticípou hvězdu. V poslední době se proudy islámského fundamentalismu vymezují vůči používání jakýchkoliv symbolů včetně půlměsíce. Fundamentální stoupenci, kteří striktně vykládají Korán, považují symboly za širk, neboli modloslužebnictví. Pro většinu radikálních hnutí je vizuální identita potřebná pro efektivní sdělení ideologie, vedení propagandy a boje. Jedná se o reinterpretované a indoktrinované podoby „klasických islámských“ pojmů v novém kontextu a s pozměněným významem. V některých případech tento vnitřní systém symbolů přerostl do takové míry, že vykazuje místy prvky ikonografie.

Ší'itský zápis ve zvířecí podobě

## Ornament a kaligrafie

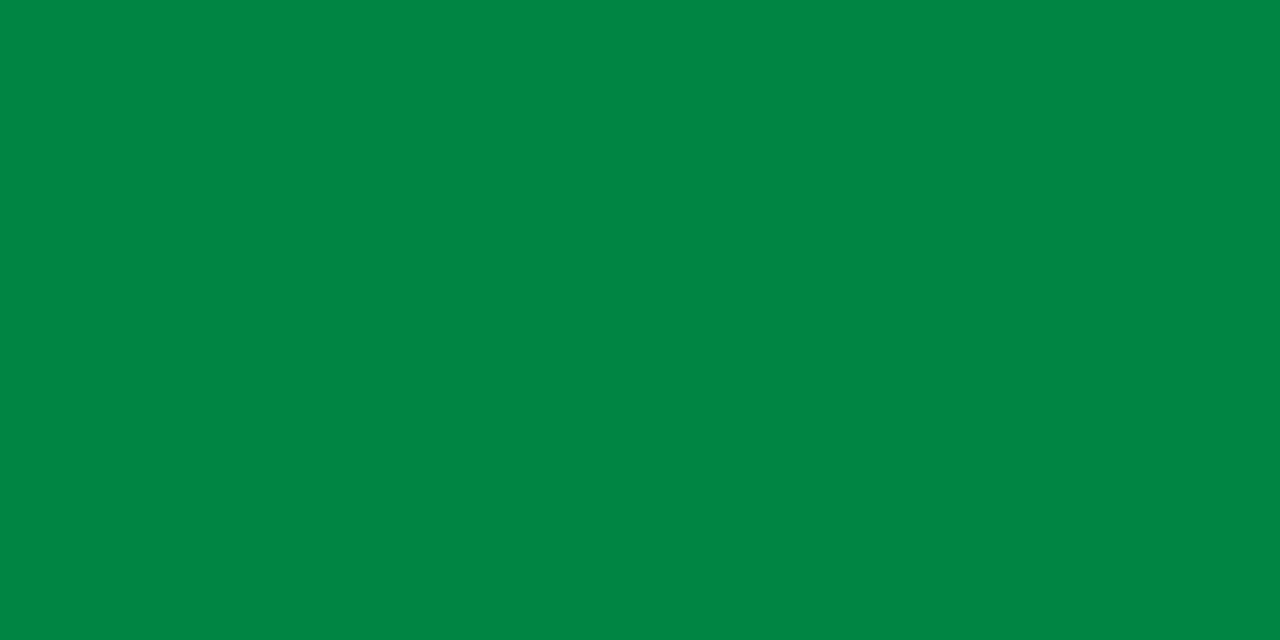
Vlajka Libye

Nejlépe rozvinutým uměleckým směrem v muslimských zemích je ornament a kaligrafie. Ornament dělíme na hlavní kategorie:
Geometrický
Nekonečně se rozvíjející ornament lze chápat jako odkaz na boží nekonečnost a věčnost. Tento složitý a přesný způsob ornamentu založený na kruhu a čtverci odkazuje na znalosti arabských matematiků a astronomů.
Florální
Inspirace pro tento styl pochází z Persie a Indie. K dokonalosti byl doveden mezi 16. a 17. stoletím, kdy došlo ke spojení florálního a geometrického ornamentu známého jako arabeska.
Kaligrafický (kaligrafie)
Protože je islám náboženstvím písma, je pro modlitbu důležitá perfektní výslovnost i gramaticky správný zápis, jinak by se modlitba nemohla dostat až do nebe k Allahovi. Jazykem pro zápis textu Koránu zůstává výhradně arabština, který byl tímto jazykem zjeven. Arabské písmo je svou podstatou vhodné pro krasopis. Rozvíjí se bohatá umělecká oslava písma samotného. Kaligrafové jsou těmi umělci, kteří se těší významnému postavení. Různé styly arabského písma se nazývají dukty a některé extrémy jsou provedením zahnány na samotnou hranici čitelnosti. Kromě ornamentů se kaligrafie objevuje jako zápis ve tvarech zvířat (čáp, lev aj.) a právě zde narážíme na různost výkladů zákazu zobrazování postav a hledání výjimek.

## Zelená barva
Trávově zelená barva se považuje za tradiční barvu islámu. Idea zelené barvy vychází z popisu ráje, který je v Koránu popsán značně barvitý a plný zeleně. Jedná se tak o protiklad nehostinné arabské pouště. Sny o ideálu zeleného ráje se objevovaly již v předislámské arabské poezii, ale i v architektonických konceptech zahrad vrcholného středověku. Zelenou barvou je obklopena i Muhammadova hrobka v Medině na příkaz sultána Abdülhamida II., známého pro svou koncepci panislamismu. Ten svého času šířil povědomí o islámské ideologii a chalífátu do muslimských zemí pod nadvládou britských kolonií. V Koránu se vyskytuje mystik jménem al-Chidr (Zelený), který se měl setkat s Mojžíšem (Musa) a provázet jej.

Hvězda a půlměsíc v trávově zelené barvě

## Hvězda a půlměsíc
Půlměsíc je obvykle spojován s islámem a je považován za jeho symbol. Byl běžně uctíván v rámci astrálních kultů předislámské polyteistické Arábie. Nejen jako srpek při novoluní, ale i jako měsíc v úplňku pozorovaný ze země nebo jako planeta. Ačkoliv prorok Muhammad striktně zavrhl víru v přírodní modly, měsíc přetrval. Zaprvé, prorok Muhammad v doložených textech vyznává romantický vztah k měsíci, slunci i hvězdám, a to pravděpodobně pod vlivem starodávné poezie. Zadruhé, Korán hovoří o měsíci například jako o ukazateli času, který dává znamení, kdy vyrazit na pouť. Muslimští astronomové díky pozorování měsíce přinesli bohaté poznatky pro zbytek světa. Symbol půlměsíce tak není vlastní symbol pro Alláha, není explicitně náboženský, ale rozvíjí v čase kulturní identitu samotných Arabů již od prvopočátku. Ležatý půlměsíc byl jedním ze znaků Byzantské říše. V momentě vpádu Osmanských Turků v roce 1453 Turci půlměsíc pouze pootočili do polohy ubývajícího měsíce a přidali na vlajku pěticípou hvězdu. Pěticípá hvězda symbolizuje pět pilířů víry islámu. Znak „Červeného půlměsíce“, obdobný symbol kříže, byl přijat dobrovolníky Mezinárodního výboru Červeného kříže (ICRC) již v roce 1877 během Rusko-Turecké války; oficiálně byl schválen v roce 1929.
I v islámu se setkáme se šesticípou hvězdou, která je pravděpodobně spjata s obecnou starosemitskou tradicí. Šesticípá hvězda se na islámských artefaktech i ve výzdobě objevuje zcela přirozeně a není spojována se sionismem, ani s holocaustem. Je to obvyklý ornament východního středomoří společný Arabům i Židům. Stejně tak pro judaismus byla od začátku spíše dekorem a talismanem, než specificky vlastním náboženským symbolem. Arabista Miloš Mendel uvádí, že medializované záběry bojovníků Islámského státu střílející samopaly do symbolu Davidovy hvězdy nakreslené na zdi jsou jednoznačně určeny pro západní publikum a západní chápání symbolu.

Vlajka Afghánistánu v letech 1901-1919

## Černý prapor
Černý prapor s bílou šahádou byl používán jako jedna z bojových vlajek proroka Muhammada, protože černá byla barvou rodu Qurajšovců, ze kterého pocházel. Dále ji používal Abu Muslim ve svém povstání vedoucí k Abbásovské revoluci v roce 747 a prapor je spojován s Abbásovským chalífátem. Je také symbolem islámské eschatologie, tedy předzvěstí příchodu Mahdího v soudný den. Černý prapor se liší od vlajky používané IS, jejíž zápis šahády je v hrubším duktu. Používají ji některé džihádistické a jiné militantní skupiny od 90. let, včetně některých čečenských skupin. Jiné černé vlajky byly používány v celé islámské historii, včetně státní vlajky Afghánistánu na počátku 20. století.

Rub-al Hizb

## Rub-al Hizb
Je symbol hvězdy ve tvaru oktagramu reprezentovaného jako dva překrývající se čtverce, přičemž jeden je pootočen o 45 stupňů a ve středu je vepsán kruh. Hlavním účelem tohoto symbolu je grafické oddělení textu Koránu pro usnadnění recitace. Vyskytuje se i na řadě jiných míst jako dekorace.

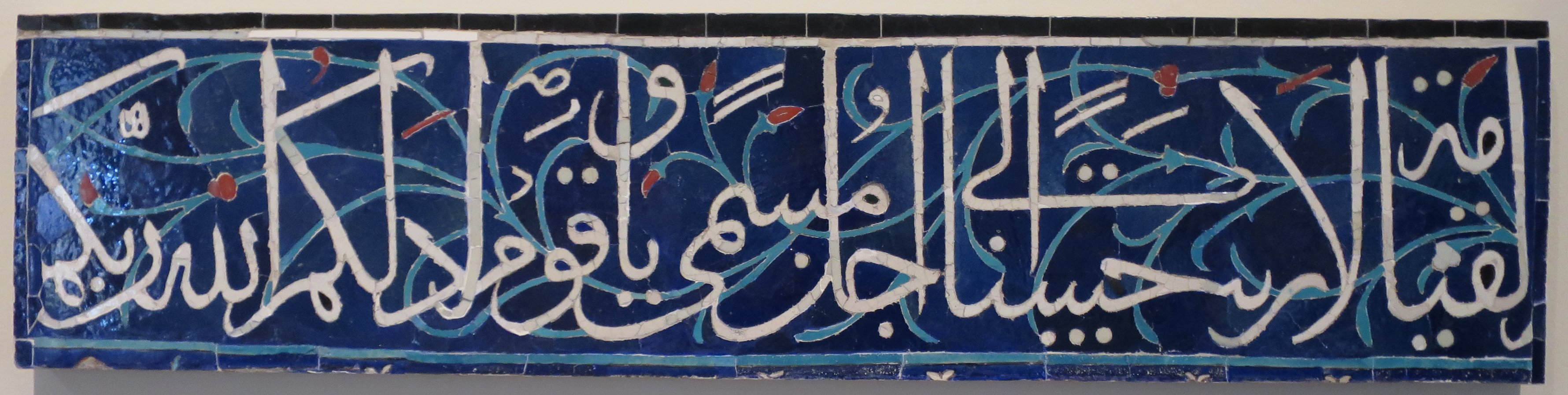
Kaligrafický ornament na kachli zdobící obvod stěny

Kaligrafický zápis v podobě pečeti